# エル・ソティーリョにおけるキリスト教徒とムーア人の戦い
『エル・ソティーリョにおけるキリスト教徒とムーア人の戦い』（エル・ソティーリョにおけるキリストきょうととムーア人のたたかい、英: Battle between Christians and Muslims at El Sotillo）、または『へレスの戦い』（へレスのたたかい、西: La batalla de Jerez）は、スペインのバロック絵画の巨匠フランシスコ・デ・スルバランが1637-1639年ごろにキャンバス上に油彩で制作した絵画である。本来は、へレス・デ・ラ・フロンテーラ・カルトジオ会所属教会の祭壇衝立の一部をなしていた。作品は1920年以降、ニューヨークのメトロポリタン美術館に収蔵されている。

## 背景
1370年、アンダルシア地方のヘレス・デ・ラ・フロンテーラ近郊のエル・ソティーリョにあった小さな礼拝堂の傍で、キリスト教徒とムーア人の戦いが起こった。ムーア人たちは教会の裏手の森に隠れ、夜間の待ち伏せを企てていた。ところが、スペイン人たちがその森に近づくと、奇蹟の光が風景を照らし、敵の潜んでいた場所を明らかにした。この後に起きた戦争で、ムーア人たちは打ち負かされたが、それ以後、この奇蹟は幼子イエス・キリストとともに雲の上に現れる「守護者たる聖母マリア」のとりなしによるものと信じられるようになった。その2世紀後、カルトジオ会がへレスに教会を建設することになった時、有名な古戦場の近くを選定し、聖母に敬意を表して、その教会を「我らを守護し給う聖母 (Nuestra Señora de la Defensión)」と名づけた。

## 作品
この特殊な主題は2つの問題を提起したが、この作品が遠くからしか眺められない祭壇衝立に組み込まれるものであったことが、それらの問題をいっそう複雑にした。第一の問題は、いかにして明快さを犠牲にすることなく群衆の登場する戦闘場面を描くかといことであった。スルバランは、戦闘場面を暴力的で混乱した衝突としてよりも、演じられている大規模な舞台上の出来事のように描くことで解決している。
出来事は、最初に画面前景左手にいる槍を持つ大きな姿の兵士によって鑑賞者に紹介される。彼の背後右側には、やはり握りの長い槍で戦いの方を指している兵士の一団がいる。画面中景では、スペイン騎兵が隠れているムーア人を発見して進撃し、次に両軍勢が衝突している。結果として、遠景でムーア人たちは敗走し、彼らは援護を求めて、まだ味方が隠れている森の方へ逃げていく。このような明晰な構図によって、絵画は祭壇から遠く離れた教会の隅からさえ理解されることが確実になった。
この主題に関わる2番目の問題は、夜景をいかにして見えるように描くかということであった。スルバランは、この問題を色彩の調和によって解決している。夜は濃緑の色調で表されているが、その中で明暗の度合いがいくつかに分かれている。地面ではより明るく、木々においてはやや暗めで、遠景の山々では黒に近い。聖母子と天使たちの輝かしい色彩は辺り一面の闇と対比されている。聖母は光そのものであり、下の情景を照らし出し、キリスト教徒の勝利を可能ならしめたのである。聖母のアクア・マリンのマントとその下のピンク色がかった紫色の服は、画面で最も輝かしい部分を構成しており、鑑賞者の注意を即座に、そして繰り返し、彼女の存在へと惹きつける。